# Уша (приток Вилии)
Уша́ (бел. Уша́) — река в Воложинском и Молодечненском районах Минской области Беларуси, левый приток реки Вилии.
Длина реки — 75 км, площадь водосборного бассейна — 780 км², среднегодовой расход воды в районе устья — 6,01 м³/с.
Притоки реки:
- Правые: Цна[1], Аболька[2]
- Левые: Беничанка[1], Годея[1], Турья[1], Невежа[1], Черная[3], Писаревка[2]

Густота речной сети 0,28 км/км².
Начинается река на северо-западе от д. Будровщина Воложинского района у горы Маяк, протекает в границах Минской возвышенности, впадает в Вилию за 1,8 км на северо-запад от д. Шыково. Долина в верховье трапециевидная, её ширина 0,6 — 1 км. Пойма ровная шириной 400—700 м, ниже Молодечно — до 4—5 км. Речное русло извилистое, местами канализировано.
Участок реки, ниже города Молодечно, был внесен в список самых загрязненных рек.